# Agence béninoise pour l'environnement
 (septembre 2020).
L’Agence béninoise pour l’environnement (ABE) est un établissement public à caractère scientifique créé au Bénin conformément aux dispositions de la loi n°94-009 du 28 juillet 1994 portant création, organisation et fonctionnement des offices à caractères social, culturel et scientifique.

## Description
Ayant son siège social à Cotonou, l’Agence Béninoise pour l’Environnement a pour objectif d’assurer la meilleure qualité de l’environnement dans toutes ses dimensions (eau, sol, air, faune et flore) et de garantir aux populations un cadre de vie sain, agréable, et durable par une gouvernance environnementale responsable et décentralisée. Elle est impliquée dans le Projet d'urgence de gestion environnementale en milieu urbain.

## Mission et Attributions
Sa mission principale est la protection, la conservation et la promotion de la richesse environnementale du Bénin et elle a pour attributions  :
-L’élaboration et la promotion des outils techniques d’analyse, de planification et d’intégration de l’environnement aux politiques, plans, programmes, projets et activités de développement ;
- La mise en œuvre des procédures d’Évaluation environnementale et sociale (étude d’impact environnemental et social, évaluation des rapports d’études d’impact environnemental et social, suivi des Plans de Gestion environnementale et sociale, audit environnemental et social interne et externe, audit environnemental et social de mise en conformité environnemental et social, etc.) ;
- La surveillance et du contrôle, en collaboration avec les structures habilitées, de la production, de la vente ou du transport, sur le territoire national, de substances chimiques nocives ou dangereuses ;
- La supervision de la destruction, de la neutralisation ou du stockage des substances chimiques nocives ou dangereuses fabriquées, importées ou commercialisées en infraction à la loi-cadre sur l’environnement et ses textes d’application ;
- La mise en place et la gestion du Système d’information permanent sur la qualité de l’environnement en particulier sur les éléments naturels et industriels à risque ;
- La rédaction du rapport intégré sur l’état de l’environnement au Bénin ; l’intégration des objectifs pédagogiques spécifiques à l’environnement dans les programmes d’enseignement formel général et technique, aux niveaux primaire, secondaire et supérieur, en relation avec les structures compétentes — etc. 
Au titre de sa mission et ses attributions, l'ABE veille à l'intégration de l'environnement dans tout plan, programme, projet ou toute activité de développement susceptible d'avoir des effets positifs ou négatifs sur l'environnement.
En outre, elle donne son avis technique au ministre chargé de l'environnement ou au gouvernement conformément aux dispositions de la loi-cadre sur l'environnement,.

## Organisation et fonctionnement
L'Agence Béninoise pour l'Environnement est dotée de la personnalité morale et de l'autonomie de gestion. Elle est placée sous la tutelle du ministère du cadre de vie et du développement durableet dirigé par le Docteur François-Corneille Kedowide.
Elle dispose d'un organe délibérant, qui est le conseil des ministres, qui prend les décisions dévolues à l'actionnaire unique ou à l'assemblée générale des actionnaires, et son administration est assurée par un conseil d'administration, et une direction générale,, qui est son organe de gestion.